# Oecophylla smaragdina
A formiga-verde (Oecophylla smaragdina) é uma espécie de Formiga-Tecelã, que pode ser encontrada na Ásia e na Austrália. Fazem ninhos nas árvores, construídos a partir de folhas que são agregadas com o auxílio de seda produzida pelas suas larvas.
Estas formigas são utilizadas como alimento pelos aborígenes australianos. O abdômen desta formiga é nutritivo, como fonte de vitamina C, produzindo um sabor adocicado quando colocado na língua.

## Descrição
As operárias são maioritariamente cor de laranja e são dividas em dois tipos, operárias menores e maiores. As operárias menores têm 5 a 7 milímetros de comprimento; cuidam das larvas e cultivam as cochonilhas para obter melada. As operárias maiores têm 8-10 milímetros de comprimento, com pernas longas e fortes e mandíbulas grandes. Procuram alimentos, montam e expandem o ninho. As rainhas têm tipicamente 20-25 milímetros de comprimento e são normalmente castanhas-esverdeadas, o que dá à espécie o seu nome smaragdina (latim: esmeralda).

## Distribuição e Habitat
A Oecophylla smaragdina tem uma distribuição generalizada na Ásia de Monções e na Austrália, estendendo-se desde a Índia, passando pela Indonésia e pelas Filipinas, até aos Territórios do Norte e Queensland, na Austrália. É uma espécie arborícola, que faz os seus ninhos entre a folhagem das árvores. Os ninhos são construídos durante a noite, com as operárias maiores cuidando do exterior e as operárias menores a completarem a estrutura interior. A colônia de formigas pode ter vários ninhos numa só árvore, ou os ninhos podem estar espalhados por várias árvores adjacentes; as colônias podem atingir até meio milhão de indivíduos. Num caso, uma colônia ocupava 151 ninhos distribuídos por doze árvores. Cada colônia tem uma única rainha, num desses ninhos, e a sua descendência é transportada para outros ninhos da colônia. A vida média de uma colónia adulta pode ser de oito anos.

## Ecologia

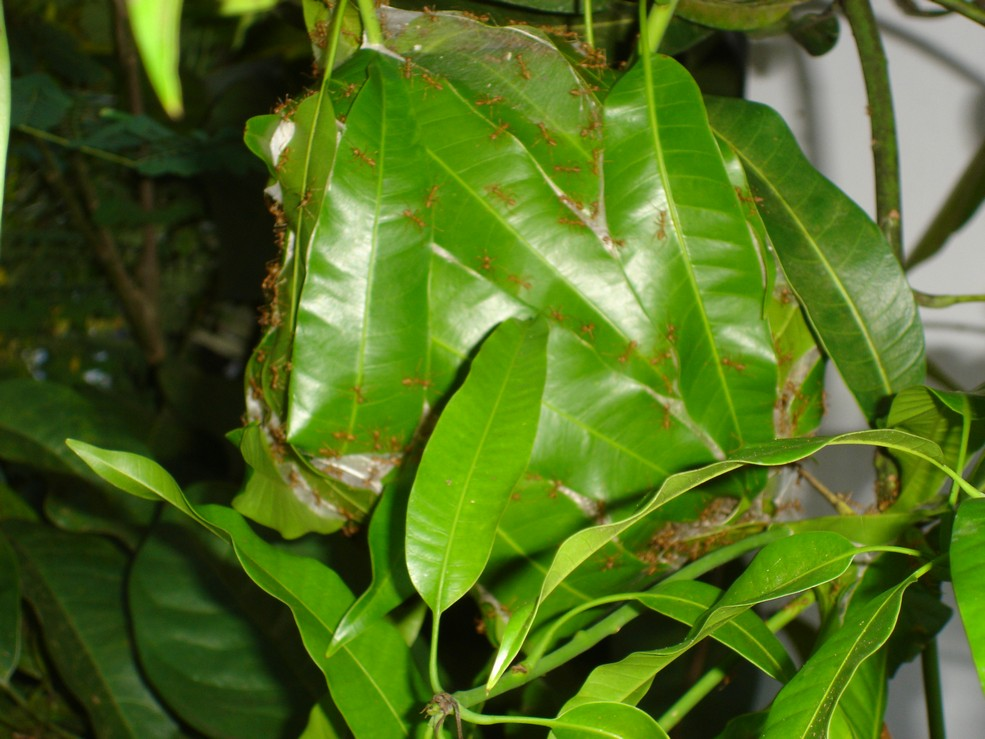
Ninho numa mangueira.

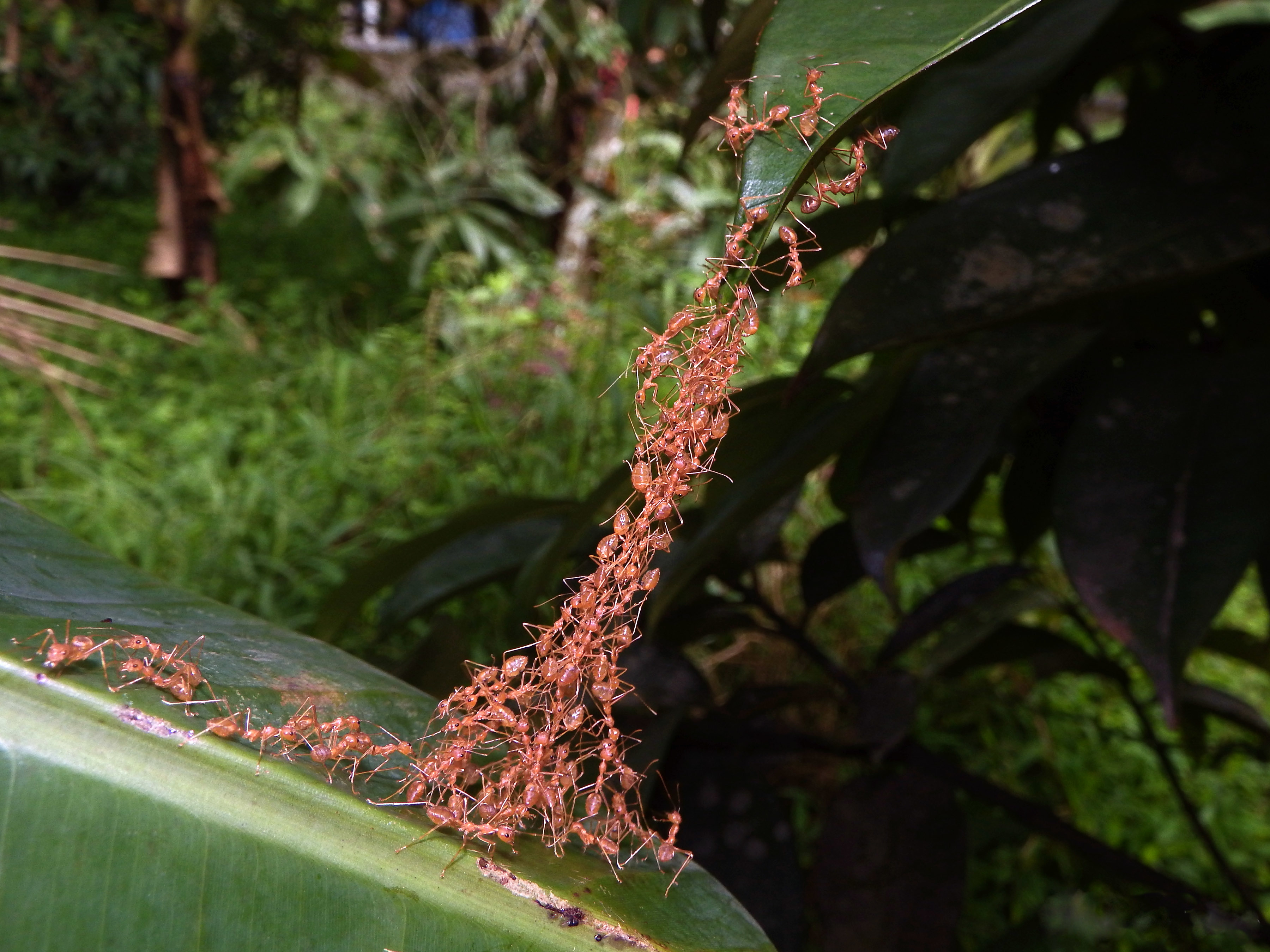
Ponte de Formigas-Tecelã

As formigas tecelãs desta espécie são partes importantes do ecossistema nas copas das árvores em regiões tropicais úmidas. Os ninhos desta espécie são construídos pelas operárias, com as folhas a serem entrelaçadas e fixadas pela seda produzida pelas larvas. Primeiro, uma fila de formigas alinha-se ao longo da borda de uma folha verde e, agarrando uma folha próxima, puxa as duas folhas juntas, borda a borda. Outras operárias que se encontram do outro lado das folhas, cada uma com uma larva na boca, apertam levemente as pontas dos abdomens das larvas a cada borda da folha. Isto produz uma costura de finos fios de seda que prendem as folhas umas às outras. Mais folhas são fixadas de forma semelhante para aumentar o ninho.
As formigas tecelãs alimentam-se de insetos e outros invertebrados, sendo as suas presas principalmente escaravelhos, moscas e himenópteros. Não picam normalmente, mas a picada é dolorosa na qual podem segregar substâncias químicas irritantes a partir do seu abdômen. Na Oecophylla smaragdina, os glomérulos do lóbulo antenal estão agrupados, o que parece ser uma caraterística comum a muitos himenópteros, como as formigas e as abelhas. Em Singapura, as colônias encontram-se frequentemente em hibiscos-do-mar e em grandes árvores de morinda, que atraem as formigas com néctar, recebendo as árvores, em troca, proteção contra insetos herbívoros. Na Indonésia, as árvores que suportam colônias incluem a bananeira, o coqueiro, o dendezeiro, a seringueira, o cacaueiro, a teca, a jaqueira, a mangueira, o loureiro chinês, o petai, o jengkol, o duku, o rambutan, o jambu air e o kedondong.
As formigas também frequentam os afídeos, as cochonilhas e outros homópteros para se alimentarem da melada que produzem, sobretudo nas copas das árvores ligadas por lianas. Para este efeito, afastam as outras espécies de formigas das partes da copa onde vivem estes insetos sugadores de seiva . Outra associação é com as larvas de certas borboletas azuis, na Austrália, a borboleta carvalho-azul comum, a carvalho-azul brilhante e a carvalho-azul púrpura são associados obrigatórios e só ocorrem em partes do país onde a formiga tecelã está estabelecida . As formigas podem construir abrigos perto dos seus ninhos, especialmente para proteger estes bens.
Algumas espécies de aranhas saltadoras, como a Cosmophasis bitaeniata, associada mirmecófila, atacam as formigas verdes imitando-as com odores químicos enganadores. Este é um exemplo de mimetismo agressivo. Disfarçadas como uma delas, as aranhas saltadoras sobem aos seus ninhos para consumir as larvas e põem os seus próprios ovos ao lado do ninho, para que as crias possam chegar facilmente às larvas das formigas . A aranha saltadora Myrmaplata plataleoides é uma mímica batesiana desta espécie. Esta aranha imita visualmente esta formiga, através de partes do corpo contraídas para criar a ilusão de uma estrutura corporal de himenóptero. Tem também duas manchas pretas que imitam olhos na parte lateral do cefalotórax. Esta aranha rouba também a ninhada da formiga para obter o odor da colônia. Apesar disso, geralmente não se aproxima dos ninhos de formigas tecelãs.[carece de fontes?]